# یواس‌اس کلاکستون (دی‌دی-۱۴۰)
یواس‌اس کلاکستون (دی‌دی-۱۴۰) (به انگلیسی: USS Claxton (DD-140)) یک کشتی بود که طول آن ۳۱۴ فوت (۹۶ متر) بود. این کشتی در سال ۱۹۱۹ ساخته شد.